# Солана Бич (Калифорнија)
Солана Бич (енгл. Solana Beach) град је у америчкој савезној држави Калифорнија. По попису становништва из 2010. у њему је живело 12.867 становника.

## Демографија
Према попису становништва из 2010. у граду је живело 12.867 становника, што је 112 (0,9%) становника мање него 2000. године.
| Група             | 2000.          | 2010.         |
| Белци             | 10.250 (79,0%) | 9.944 (77,3%) |
| Афроамериканци    | 65 (0,5%)      | 60 (0,5%)     |
| Азијати           | 449 (3,5%)     | 513 (4,0%)    |
| Хиспаноамериканци | 1.922 (14,8%)  | 2.048 (15,9%) |
| Укупно            | 12.979         | 12.867        |